# Дунеданци
Във фантастичната Средна земя на фентъзи-писателя Джон Роналд Руел Толкин Дунеданците (на английски: Dunedain) са хора, които произхождат от нуменорците, оцелели след разпадането на тяхното островно кралство и отишли в Ериадор, Средната земя водени от Елендил и неговите синове. Те също са наричани и Хора от Запада. Основно те се заселват в Гондор и Арнор.
След падането на Арнор и по-късно на Артедаин част от северните Дунеданци се превръщат в Скиталците от Севера. Оцелялото население на Арнор отстъпва към Ломидол. Голяма част от южните дунеданци се смесват с останалите хора. Изключеие прави населението на някои местности като Дол Амрот.
През Четвъртата епоха на Средната земя дунеданците от Гондор и Арнор отново са обединени под властта на крал Арагорн II Елесар (наричан също Дунеданецът).